# Дискографија групе Led Zeppelin
Енглески хард рок бенд Лед зепелин је основан у Лондону 1968. године, односно еволуирао је од раније групе гитаристе Џимија Пејџа, Јарбердса. Поред Пејџа, групу су чинили певач Роберт Плант, басиста и клавијатуриста Џон Пол Џоунс и бубњар Џон Бонам. Нови бенд је одмах у јесен 1968. кренуо на турнеју по Скандинавији. Пре те турнеје, снимили су већину материјала за свој први албум, Led Zeppelin, који ће изаћи у јануару 1969. године. Нови тврди звук који су донели покренуће револуцију у року, а потпомогнути колегама из Блек сабата и Дип парпла, Цепелини ће постати претече хеви метала. Нагла промена ка фолк-року се десила 1970, када су се Плант и Пејџ повукли у Велс, створивши Led Zeppelin III. Њихов четврти албум се често сматра једним од најбољих остварења у року. Поред фолк инспирација, у музици Лед зепелина се могу запазити и утицаји Истока (првенствено Марока и Индије). Након 12 година заједничког стваралаштва, бенд се распао 1980. године, после трагичне смрти бубњара Џона Бонама. 
Група је издала 9 студијских, 4 жива и 9 компилацијских албума. Генерално су били противници синглова, мада су издали чак њих 15. Процењује се да је Лед зепелин продао у опсегу између 250 и 300 милиона копија албума, чиме се сврстава међу најкомерцијалније извођаче у историји.

## Студијски албуми
| Датум издања       | наслов албума           | Позиција             | Позиција                  | Позиција |
| Датум издања       | наслов албума           | Уједињено Краљевство | Сједињене Америчке Државе | Канада   |
| ------------------ | ----------------------- | -------------------- | ------------------------- | -------- |
| 12. јануар 1969.   | Led Zeppelin            | 6                    | 7                         | 11       |
| 22. октобар 1969.  | Led Zeppelin II         | 1                    | 1                         | 1        |
| 23. октобар 1970.  | Led Zeppelin III        | 1                    | 1                         | 1        |
| 8. новембар 1971.  | Led Zeppelin IV         | 1                    | 2                         | 1        |
| 28. март 1973.     | Houses of the Holy      | 1                    | 1                         | 1        |
| 24. фебруар 1975.  | Physical Graffiti       | 1                    | 1                         | 1        |
| 31. март 1976.     | Presence                | 1                    | 1                         | 16       |
| 15. август 1979.   | In Through the Out Door | 1                    | 1                         | 1        |
| 19. новембар 1982. | Coda                    | 4                    | 6                         | 3        |

## Живи албуми
| Датум издања       | наслов албума             | Позиција             | Позиција                  | Позиција |
| Датум издања       | наслов албума             | Уједињено Краљевство | Сједињене Америчке Државе | Канада   |
| ------------------ | ------------------------- | -------------------- | ------------------------- | -------- |
| 22. октобар 1976.  | The Song Remains the Same | 1                    | 2                         | 8        |
| 11. новембар 1997. | BBC Sessions              | 23                   | 12                        | 30       |
| 27. мај 2003.      | How the West Was Won      | 5                    | 1                         | 1        |
| 19. новембар 2012. | Celebration Day           | 4                    | 9                         | 4        |

## Компилацијски албуми
| Датум издања        | наслов албума                                | Позиција             | Позиција                  | Позиција |
| Датум издања        | наслов албума                                | Уједињено Краљевство | Сједињене Америчке Државе | Канада   |
| ------------------- | -------------------------------------------- | -------------------- | ------------------------- | -------- |
| 7. септембар 1990.  | Led Zeppelin Boxed Set                       | 48                   | 18                        | -        |
| 15. октобар 1990.   | Led Zeppelin Remasters                       | 10                   | 47                        | 46       |
| 21. септембар 1993. | Led Zeppelin Boxed Set 2                     | 56                   | 87                        | -        |
| 24. септембар 1993. | The Complete Studio Recordings               | -                    | -                         | -        |
| 24. фебруар 1999.   | Early Days: Best of Led Zeppelin Volume One  | 55                   | 71                        | -        |
| 21. март 2000.      | Latter Days: Best of Led Zeppelin Volume Two | 40                   | 81                        | -        |
| 19. новембар 2002.  | Early Days and Latter Days                   | 11                   | 114                       | -        |
| 12. новембар 2007.  | Mothership                                   | 4                    | 7                         | 15       |
| 4. новембар 2008.   | Definitive Collection                        | -                    | -                         | -        |

## Турнеје
Турнеја по Скандинавији 1968. 

Турнеја по Британији 1968.

Турнеја по Северној Америци 1968—1969.

Турнеја по Скандинавији и Британији 1969.

Турнеја по Северној Америци, пролеће 1969.

Турнеја по Британији, лето 1969.

Турнеја по Северној Америци, лето 1969.

Турнеја по западној Европи, јесен 1969.

Турнеја по Северној Америци, јесен 1969.

Турнеја по западној Европи 1970.

Турнеја по Северној Америци, пролеће 1970.

Концерти на Исланду, у Бату и Немачкој 1970.

Турнеја по Северној Америци, лето 1970.

Турнеја по Британији, пролеће 1971.

Турнеја по западној Европи 1971.

Турнеја по Северној Америци 1971.

Турнеја по Јапану 1971.

Турнеја по Британији, зима 1971.

Турнеја по Аустралији и Новом Зеланду 1972.

Турнеја по Северној Америци 1972.

Турнеја по Јапану 1972.

Турнеја по Британији 1972—1973.

Турнеја по западној Европи и Скандинавији 1973.

Турнеја по Северној Америци 1973.

Турнеја по Северној Америци 1975.

Концерти у Ерлс Корту 1975.

Турнеја по Северној Америци 1977.

Два концерта у Данској и фестивал у Нубворту, 1979. 

Турнеја по Европи 1980.

## Окупљања
Наступ у Филаделфији, поводом Лајв ејда, 1985.

Наступ поводом 40. годишњице Атлантика, 1988.

Пријем у Рокенрол кућу славних, 1995.

Концерт у О2 арени у Лондону, у част преминулог Ахмета Ертегана, 2007.